# Jenny Powell

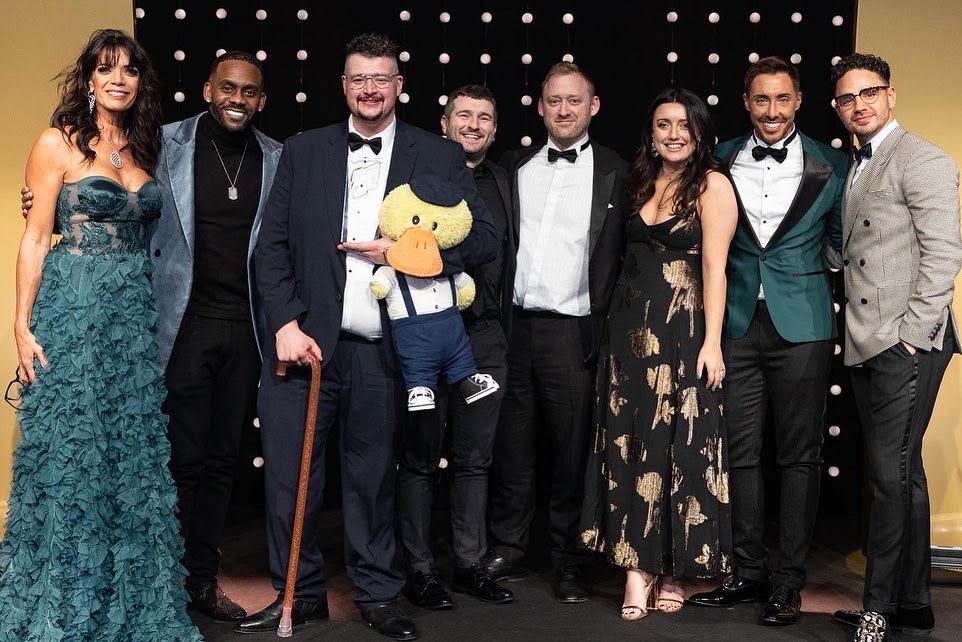
Moderatorin Jenny Powell (links) bei den Royal Television Society North West Awards (2022)

Jenny Powell (* 8. April 1968 in London) ist eine britische Moderatorin, die im Fernsehen und im Radio tätig ist.

## Leben und Wirken
Jenny Powell wuchs im Londoner Stadtteil Ilford auf. Ihre Eltern stammen ursprünglich aus Südafrika und zogen Anfang der 1960er-Jahre ins Vereinigte Königreich. Nach ihrem Schulabschluss begann sie zunächst eine Schauspielausbildung, die sie jedoch wieder abbrach.
Ihren ersten Auftritt als Moderatorin im Fernsehen hatte die 1,75 m große Powell im Jahr 1988 mit der Tanzshow No Limits. Ab 1990 moderierte sie zahlreiche Fernsehshows wie beispielsweise Top of the Pops, Celebrity Wrestling, Get Out, Our House, Loose Women oder Comic Relief im britischen Fernsehen, so unter anderem auch bei BBC One, BBC Two, ITV oder Channel 4. Sie moderierte auch Kindersendungen, Jugendsendungen und Talkshow-Formate, wobei sie zahlreiche Prominente zu Gast hatte und interviewte. In einigen Sendungen war sie zudem als Außenreporterin tätig. Im Radio, unter anderem bei BBC Radio 5 Live, moderierte sie ebenfalls einige Jahre lang, darunter auch Musiksendungen. Powell trat bis 2013 gelegentlich auch als Schauspielerin vor der Kamera in Erscheinung, so hatte sie z. B. eine kleine Rolle im Film 8mm - Acht Millimeter. Außerdem war sie in mehreren Fernsehserien und Britcoms zu sehen. Zudem war sie in mehreren Dokumentarfilmen als Darstellerin tätig, in denen sie unter anderem auf Reisen durch Rumänien mit der Kamera begleitet wurde.

## Privates
Von 1992 bis 1995 war Powell mit Jason Orange liiert, der als Mitglied der Boygroup Take That bekannt wurde.
Jenny Powell war von 2001 bis 2009 mit dem Unternehmer und Geschäftsmann Toby Baxendale verheiratet, mit dem sie zwei Töchter hat. Sie lebt in Cheshire.